# Ираклис (волейбольный клуб)
Ираклис (греч. ΤΑΠ Ηρακλής Θεσσαλονίκης) — волейбольный отдел греческого спортивного клуба «Ираклис» из города Салоники, основанный в 1921 году. Клуб назван в честь героя древнегреческой мифологии Геракла. В 2000-е годы являлся самым успешным клубом Греции.

## История
После Второй мировой войны клуб всегда был среди лучших мужских команд Греции. «Ираклис» делегировал большое количество игроков в национальные сборные.
«Ираклис» стал вторым в истории греческим клубом (после «Олимпиакоса»), игравшим в финале Лиги чемпионов ЕКВ. В 2005 году присутствие игроков мирового класса (Ллой Болл, Томас Хофф, Клейтон Стэнли) помогло команде выйти в «Финал четырёх», который состоялся в Салониках. «Ираклис» победил в полуфинале «Локомотив-Белогорье», но проиграл в финале французскому «Туру», несмотря на огромную поддержку своих поклонников. В 2006 году «Ираклис» снова вышел в финал в Риме и проиграл клубу «Сислей» (Тревизо). Около 4000 греческих болельщиков ездили в Рим, чтобы поддержать команду. Через два года клуб в третий раз вышел в финал, но опять уступил, на этот раз «Трентино».

## Титулы
- Чемпионат Греции по волейболу среди мужчин
  - Победитель (5): 2002, 2005, 2007, 2008, 2012
  - 2-е место (8): 1971, 1975, 1999, 2000, 2001, 2003, 2006, 2011
- Кубок Греции
  - Победитель (6): 2000, 2002, 2004, 2005, 2006, 2012
  - Финалист (4): 2001, 2011, 2018, 2019
- Суперкубок Греции
  - Победитель (4): 2004, 2005, 2007, 2008
- Лига чемпионов ЕКВ
  - Финалист (3): 2004/05, 2005/06, 2008/09
  - 3-е место (1): 2001/02
  - 4-е место (1): 2003/04

## Известные волейболисты
- Олег Ахрем
- Ллой Болл
- Слободан Бошкан
- Франс Гранворка
- Мариос Гиурдас
- Франк Депестель
- Хоэль Деспайн
- Пламен Константинов
- Маркус Нильссон
- Клейтон Стэнли
- Симон Тишер
- Томас Хофф
- Матей Чернич